# Chrysopa filosa
Chrysopa filosa is een insect uit de familie van de gaasvliegen (Chrysopidae), die tot de orde netvleugeligen (Neuroptera) behoort. 
Chrysopa filosa is voor het eerst wetenschappelijk beschreven door Fabricius in 1787.